# 加瀬俊一 (1925年入省)
加瀬 俊一（かせ としかず、1903年（明治36年）1月12日 - 2004年（平成16年）5月21日）は、日本の外交官、外交評論家。第二次世界大戦前後に活躍し、国際連合加盟後初の国連大使や外務省顧問、内閣総理大臣顧問、日本を守る国民会議議長などを歴任した。外交評論家の加瀬英明は息子であり、オノ・ヨーコは姪。
終戦時にポツダム宣言受諾の日本政府の決定を連合国側に通知したスイス駐在公使の加瀬俊一（しゅんいち）（1956年死去）とは同姓同名の別人である。外務省内では入省年度が早い（1920年入省）彼と区別するため「小加瀬」とも称された。

## 略歴

### 生い立ち
1903年（明治36年）に最年少代議士・弁護士・中央大学副学長であった父・加瀬禧逸の五男として千葉県旭町（現在の千葉県旭市大田）に生まれた。東京の芝中学校に入学後、東京府立第一中学校（日比谷高校の前身）に転校。東京商科大学（一橋大学の前身）予科を修了し本科に進む。大学では金子泰藏（のちに上智大学教授、賠償庁参与官を経て東京国際大学設立）と交流し、語学クラブでともに学んだ。

### 外務省入省
東京商科大本科在学中に高等試験外交科試験に合格。同期の試験合格者には曾禰益や根道廣吉がいる。1925年（大正14年）に外務省に入省。1926年に英語研修生としてアメリカへ国費留学し、アメリカ東海岸の名門大学アマースト大学とハーバード大学大学院で学んだ。
1929年3月外交官補・アメリカ駐在、1935年11月第二次ロンドン海軍軍縮会議全権委員随員、1937年9月在英国日本国大使館三等書記官、1938年6月在英国日本国大使館二等書記官、1940年11月外務大臣秘書官、1941年7月外務省通商局三課長、1941年10月外務省アメリカ局一課長、1942年11月外務省政務局六課長、1943年5月兼外務大臣秘書官、1945年2月兼大東亜大臣秘書官、1945年6月外務省政務局五課長、1945年8月情報局第三部長、1945年11月情報局報道部長、1945年12月廃官。東郷平八郎海軍元帥の英語通訳を務めたこともあった。

### 在外公館勤務

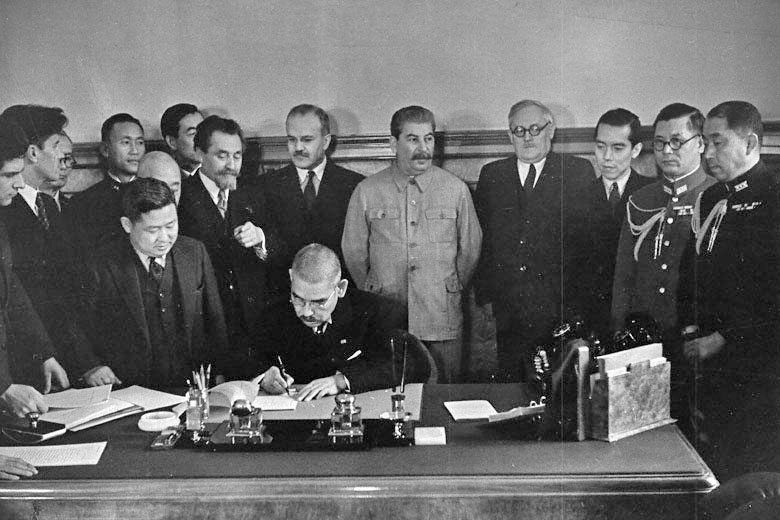
日ソ中立条約署名時の加瀬（右から3番目）

ヴァイマル共和政末期に在ドイツ日本大使館に勤務し、ヒンデンブルク大統領にも謁見、英語のみならずドイツ語も身に付け、この機会にベルリンの所謂ヴァイマル文化に触れて文学・音楽の造詣を深め、芸術家と親交を結んでいる。　また、1933年（昭和8年）の国際連盟脱退時には松岡洋右全権に随行したほか、1935年（昭和10年）にロンドン海軍軍縮会議へ参加した。
1938年（昭和13年）から1940年（昭和15年）までは在英国日本国大使館に一等書記官として在勤し、首相就任前のウィンストン・チャーチルやロイド・ジョージと親交を持った。また、その後の松岡洋右外務大臣秘書官兼政務第6課長（北米担当）時代の1941年（昭和16年）4月には、ソビエト連邦のモスクワで行われた日ソ中立条約の締結時に随行し、ヨシフ・スターリンやヴャチェスラフ・モロトフとの交渉にも列席している。
高い英語力を持ち、名文家としても知られた。1941年12月の太平洋戦争の開戦は、東郷茂徳外務大臣の秘書官兼政務局6課（北米担当）課長として日米交渉を担当した後に迎えることになる。

### 全権団随行

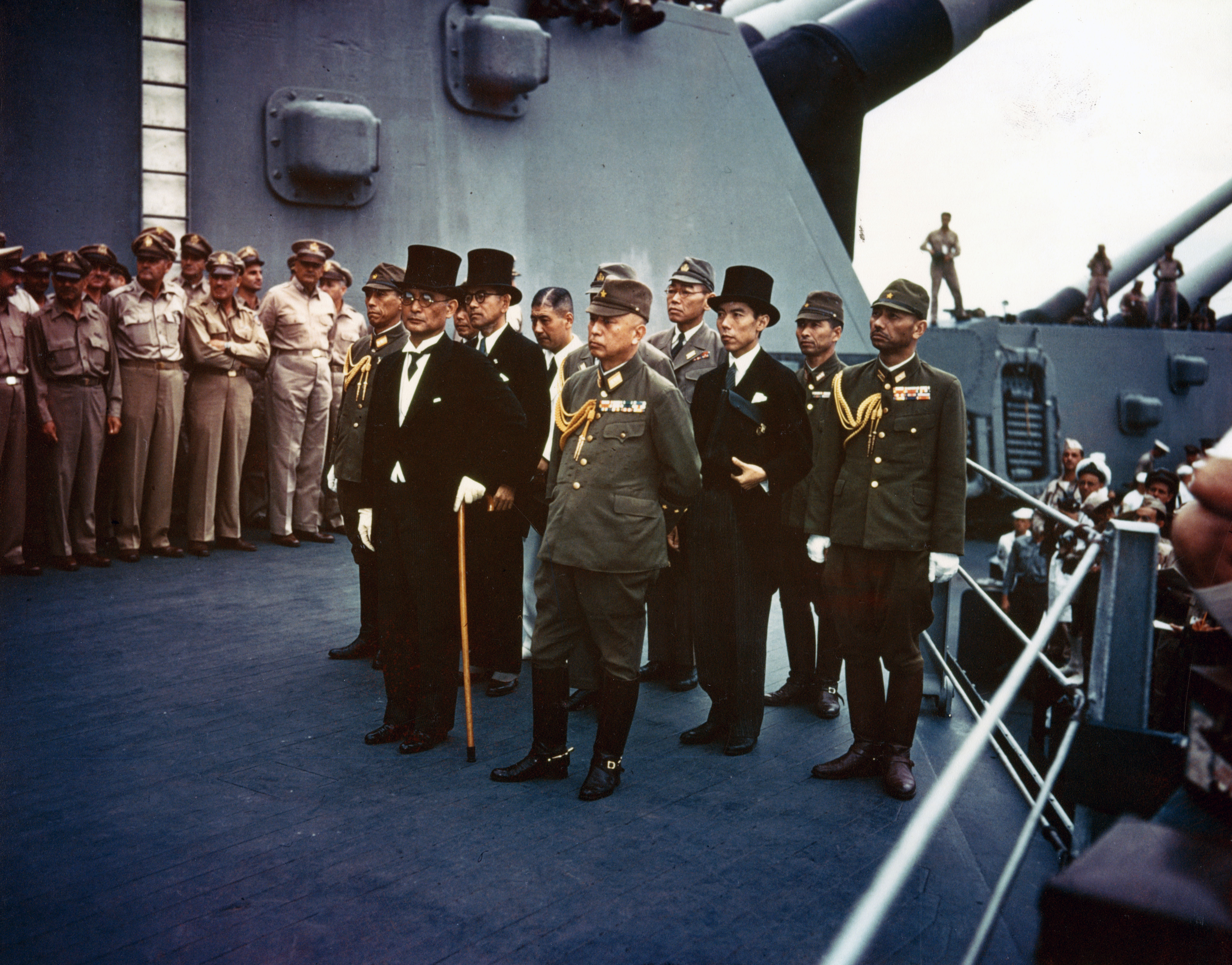
1945年9月2日ミズーリにて。全権団右側のシルクハットの男性が加瀬

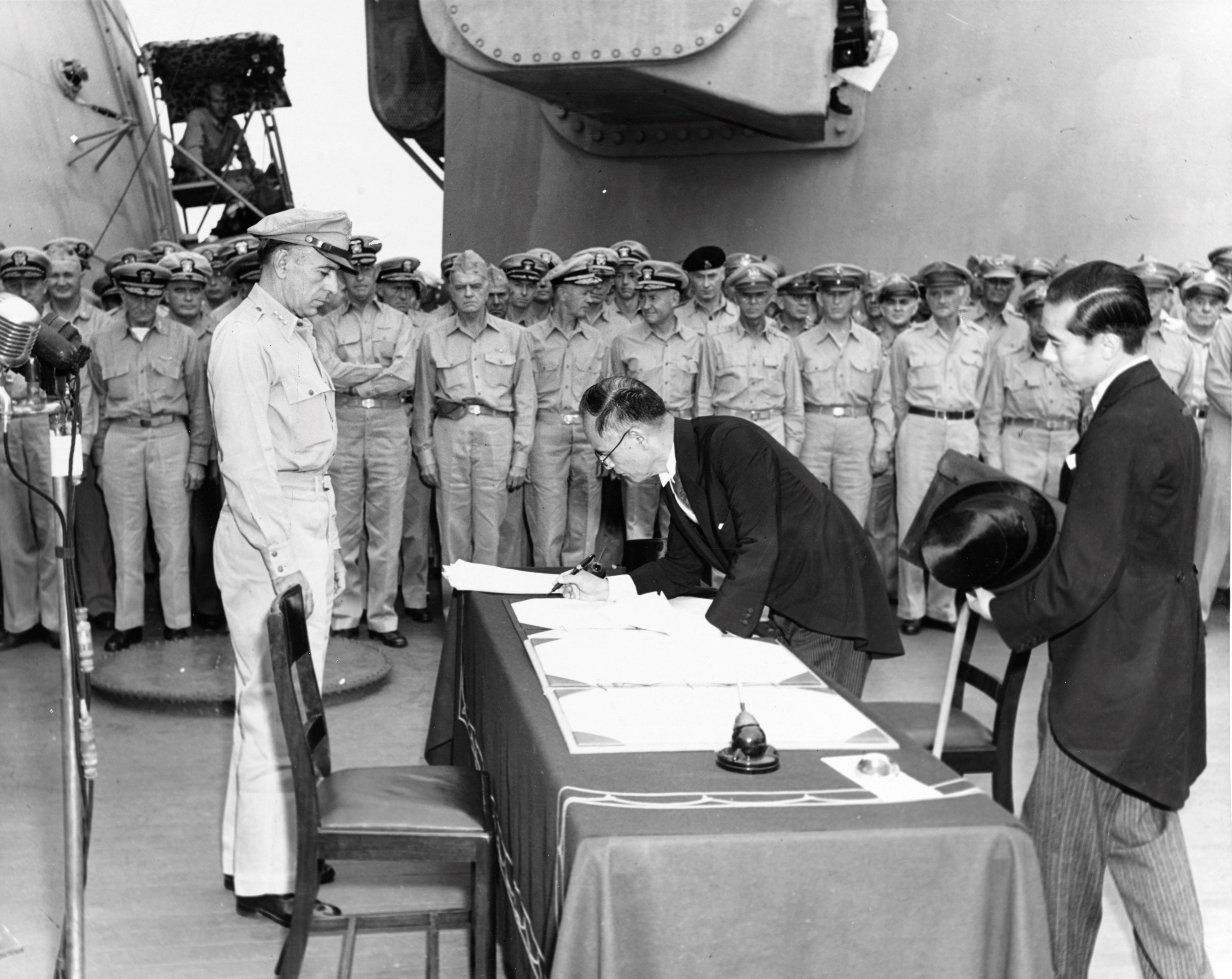
ミズーリでの降伏文書調印。右が加瀬俊一

第二次世界大戦終結時の1945年（昭和20年）9月2日に、東京湾に停泊した米海軍の戦艦ミズーリの艦上で、降伏文書調印式が行われ、日本側を代表し重光葵外相と陸軍参謀総長の梅津美治郎が署名した。
外相秘書官として、外務省では岡崎勝男条約局長兼終戦連絡中央事務局長官と、太田三郎終戦連絡部長と随員だった。同年冬に報道局報道部長等を経て外務省を退職、外務省参与となった。

### 国連加盟に尽力

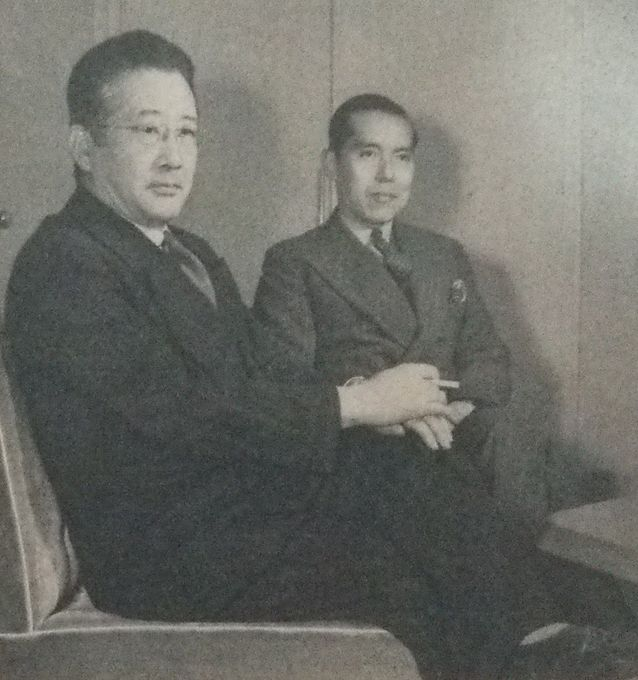
大加瀬（手前）とともに（1951年）

退職後は『ミズリー号への道程』などの著作を発表する一方で、公職追放の後改進党総裁に就任した重光の腹心として行動していたが、重光が外相として第1次鳩山内閣に入閣したことから、同じく重光側近だった谷正之・太田三郎と共に外務省顧問に就任、「重光三羽烏」「重光御三家」などと当時のマスコミに称された。
1955年（昭和30年）4月に行われたバンドン会議では、中華人民共和国との接触に消極的・警戒的な重光の意を受け、日中接触に積極的な高碕達之助全権のお目付け役として谷・太田と共に随行し、周恩来と高碕の二度目の会談を阻止している。

### 国連大使
1955年からは国際連合日本政府代表部特命全権大使として、加盟に向けてのニューヨークでの現地折衝を担当し、翌1956年（昭和31年）の国連加盟によって、加盟後の初の国連大使となった。
その後は、1958年（昭和33年）から1960年（昭和35年）まで初代駐ユーゴスラビア特命全権大使を務めた後、外務省を再度退職し、外務省顧問に就任する。

### 外交ブレーンとして
佐藤栄作と中曽根康弘の両内閣で首相顧問を務め、また晩年の吉田茂にも親しく仕えた。佐藤のノーベル平和賞受賞に向けて鹿島建設の鹿島守之助とともに積極的なロビー活動を行い、受賞決定後に佐藤は「今回の受賞のかげに加瀬君の努力のある事を忘れるわけにはゆかぬ」と自らの日記で述べている。

### 晩年
外務省退職後は鹿島出版会会長、京都外国語大学教授等を歴任し、また外交評論家として数多くの著作を執筆した。名文家であり、松岡・東郷・重光といった第二次世界大戦前後の歴代外務大臣の知遇を得た加瀬の証言は、大戦前後の日本外交を知る上で貴重なものとなった。
NHKやBBCをはじめとした英米のテレビ局製作の現代史ドキュメンタリーのインタビューにも、たびたび出演している。また、国民運動団体である日本を守る国民会議（日本会議の前身）議長を務めた。2004年（平成16年）5月21日に神奈川県鎌倉市の自宅で死去。享年101。叙従三位。

## 家族
- 妻寿満子（1912年6月生）は元日本興業銀行総裁の小野英二郎の娘。
- 外交評論家の加瀬英明は息子。
- 妻方の甥姪に、ジョン・レノン未亡人で前衛芸術家オノ・ヨーコや現代芸術画家石井茂雄などがいる。

## 主要著作
- 『現代外交の基調』（羽田書店、1949年）
- 『ミズリー号への道程』（文藝春秋新社、1951年）
- 『歴史の虚実――世界外交秘話』（要書房、1952年）
- 『スパイ秘話――クレムリンの尖兵』（要書房、1953年）
- 『外交つれづれ草』（河出書房・河出新書、1955年）
- 『第二次世界大戦秘史』（角川書店・角川新書、1957年／光人社NF文庫、1997年)
- 『現代史の謎』（文藝春秋新社、1962年）
- 『日本外交の決定的瞬間――外交の舞台に立って』（日本経済新聞社・日経新書、1965年）
- 『激動する世界情勢』（鹿島研究所出版会、1966年）
- 『吉田茂の遺言』（読売新聞社、1967年／日本文芸社、1993年）
- 『現代史の巨人たち』（文藝春秋、1967年）
- 『ロシア革命の現場証人』（新潮選書、1968年）
- 『歴史の傷痕』（読売新聞社、1968年）
- 『私の現代外交史――対決から対話への潮流』（新潮社、1971年）
- 『平服の勇気―日本を考える』（鹿島研究所出版会、1973年）
- 『日本外交の主役たち』（文藝春秋、1974年）
- 『ドキュメント　戦争と外交』上・下（読売新聞社、1975年）
- 『ワイマールの落日　ヒトラーが登場するまで』（文藝春秋、1976年／光人社NF文庫、1998年)
- 『評伝 アドルフ・ヒトラー』（文藝春秋、1978年）
- 『日本外交の憂鬱』（山手書房、1981年）
- 『加瀬俊一選集　戦争と平和シリーズ』（全6巻、山手書房、1983-84年）
  - 1 隠された戦争のドラマ、2 日本がはじめて敗れた日、3 外交の虚と実
  - 4 現代史の巨人を語る、5 日本外交の旗手、6 春歌い秋想う
- 『加瀬俊一回想録』上・下（山手書房、1986年）
- 『昭和が燃えた日―私の昭和史』（光言社、1990年）加瀬英明共著
- 『晩年の美学 : 「残灯期」の愉しみを語ろう』（主婦と生活社、1995年）聞き手・大原敬子
- 『日米戦争は回避できた』（善本社、1996年）
- 『回想の戦時外交』（勉誠出版、2003年）、中川融共著、鹿島平和研究所編
- 『あの時「昭和」が変わった』（勉誠出版、2004年）、加瀬英明編
- 『ミズーリ艦上の外交官』（モラロジー研究所、2004年）聞き手・花井等

その他関連書籍
- 監修『日本外交史（23）日米交渉』（鹿島平和研究所編、鹿島研究所出版会、1970年）
- 福井雄三『開戦と終戦をアメリカに発した男　戦時外交官加瀬俊一秘録』毎日ワンズ、2020年
  - 新版『真珠湾の代償』毎日ワンズ、2022年